# Иван Бабановски
Иван Бабановски (на македонска литературна норма: Иван Бабановски), известен и като Иван Бабанов, Бабамов и Бабамовски е контраразузнавач, разузнавач и теоретик на разузнаването от Северна Македония, лустриран като сътрудник на югославските тайни служби през 2012 година.

## Биография
Роден е в 1941 година в окупирания от България Куманово. Иван Бабановски е дългогодишен началник на III сектор на югославските тайни служби СДБ. Част от работата му включва инфилтриране и следене на пробългарски елементи в Югославия, македонски националисти и антидържавна дейност. През 1972 година е вносител на предложението за обвинение при образуване на наказателно дело срещу Панде Ефтимов, Георги Доцев и Костадин Диневски. Политическият затворник Темелко Нешков си спомня, че през 1977-1978 година Бабамов тормози него и семейството му. След като Нешков се установява в Белгия през март 1977 г., Бабамов и друг служител на УДБ-а оказват постоянен натиск върху съпругата му и сина му, като в продължение на повече от година поне два-три пъти седмично посещават дома му и разпитват жена му. Нешков пише: 
| „ | Колко ли затрити съдби и разбити семейства лежат на съвестта му! | “ |

След това Иван Бабановски известно време е професор по проблемите на сигурността в Скопския университет. Според негов анализ след 2020 година на Балканите ще се активизират много радикални ислямистки групи.